# Гора «Дівиця»
Гора́ «Діви́ця» — комплексна пам'ятка природи місцевого значення в Україні. Об'єкт розташований на території Черкаського району Черкаської області, за 3 км на північ від села Сахнівка. 
Площа 11 га. Статус надано згідно з рішенням ОВК від 13.06.1975 року № 288. Перебуває у віданні ДП «Корсунь-Шевченківське лісове господарство» (Сахнівське л-во, кв. 13).